# Denteletes
Els denteletes (en llatí Dentheletae, en grec antic Δενθηλῆται) eren un poble de Tràcia que ocupaven un territori anomenat Dentelècia, segons Claudi Ptolemeu, que sembla que limitava amb el poble dels maedi cap al sud-est. Filip V de Macedònia després d'una infructuosa expedició al mont Hemus va reunir-se amb la resta de les seves tropes i va atacar els denteletes per a obtenir subministraments l'any 183 aC, segons diu Titus Livi.